# Donald Ryder Dickey
Donald Ryder Dickey (* 31. März 1887 Dubuque; † 15. April 1932 in Pasadena) war ein US-amerikanischer Ornithologe, Spezialist der Zoologie der amerikanischen Pazifikküste und Naturfotograf.

## Leben
Dickey war der Sohn von Ernest May Dickey (1855–1924) und Anna Roberts Ryder (1863–1928). Der Vater arbeitete als Vorsteher der Diamond Joe Steamship Line. Die Vorfahren Dickeys stammten aus Schottland. Der Großvater väterlicherseits immigrierte um das Jahr 1850 von Glasgow nach Illinois. Seine Schulzeit verbrachte Donald in der 1889 gegründeten Thacher School, 137 Kilometer nordwestlich von Los Angeles. Während seiner Ausbildung erlitt er eine lebensbedrohliche Herzerkrankung, die 1932 schließlich auch zu seinem plötzlichen Tod führte. Aus Gesundheitsgründen zog er 1910 ins angenehmere Klima nach Kalifornien. Die Ärzte hatten Zweifel daran, ob er sich je wieder erholen würde. Es vergingen drei Jahre, bevor er wieder in der Lage war, geregelter Arbeit nachzugehen. In der Zeit des Ersten Weltkriegs war er Hauptmann und Ausbilder an der Small Arms Firing School in Camp Perry. Am 15. Juni 1921 ehelichte er Florence Van Fechten geb. Murphy (1885–1974), mit der er ein Kind, Donald Ryder Jr. (1924–2015), hatte.

## Dickey als Wissenschaftler
Schon als Sechzehnjähriger besuchte Dickey 1902 zusammen mit dem Sierra Club den Kings River Cañon. An dieser Reise nahmen auch der Universalgelehrte John Muir (1838–1914), der Ornithologe Clinton Hart Merriam (1855–1942), der Geograf Henry Gannett (1846–1914), der Historiker (Fachgebiet Kalifornien) Theodore Henry Hittell (1830–1917) und der Landschaftsmaler William Keith (1838–1911) teil. Im Jahr 1906 begann Dickey ein Studium an der University of California. Anschließend ging er an die Yale University, wo er 1910 mit dem Bachelor of Arts (B.A.) mit außerordentlichen Leistungen abschloss. Während seiner Studienzeit war er Mitglied in den Studentenvereinigungen Psi Upsilon, Elihu und Phi Beta Kappa. Im Jahr 1925 wurde ihm der Ehren-Master of Arts des Occidental College verliehen. In der Zeit seiner schweren Erkrankung reifte sein Interesse für die Zoologie der Wirbeltiere. So begann er, intensiv Vögel und Säugetiere zu sammeln, was ihn in den Besitz einer umfangreichen Sammlung brachte. Nachdem er sich körperlich erholt hatte, lernte er bekannte weitere Feldforscher wie John Burroughs (1837–1921), Edward William Nelson (1855–1934) und viele andere kennen. Innerhalb von zehn Jahren baute er sich eine hervorragende Bibliothek auf und sammelte über 50000 Wirbeltiere. Seine Sammlung galt zu dieser Zeit als eine der größten des Landes. Während dieser Zeit richtete er sein Hauptaugenmerk auf Ökologie und Feldforschung. Viel Zeit verwendete auf die Fotografie von Wildtieren. So reiste er weit herum, um hervorragende Bilder und Filme von Vögeln und Großwild zu machen. Er erforschte insbesondere Laysan, Niederkalifornien und viele andere Orte an der Pazifikküste. 1924 nahm er als Fotograf an der fünften Tanager-Expedition teil, die den Auftrag hatte, die Inseln Nihoa und Necker Island zu untersuchen. Die meisten Berichte über seine Aktivitäten erschienen in Fachzeitschriften wie The Auk, The IBIS, Journal of Mammalogy, Proceedings of the Biological Society of Washington und anderen Zeitschriften. In der Zeitschrift The World’s Work erschienen 1926 im Artikel Wild Life of America: Photographs by Donald R. Dickey beeindruckende Bilder von wilden Tieren. Dickeys Bilder wurden oft nachgedruckt und halfen Werke wie beispielsweise The Birds Of California von William Leon Dawson (1873–1928) oder Life Histories of North American Birds von Arthur Cleveland Bent (1866–1954) zu illustrieren. Bei seinem Tod hinterließ er viele Manuskripte, die systematische Belege für seine Feldforschung beinhalteten. Einige sind erst nach seinem Tod erschienen. Manche entstanden in enger Zusammenarbeit mit seinem langjährigen Assistenten Adriaan Joseph van Rossem (1858–1949).

## Soziales Engagement und Ehrungen
Dickey war Mitglied der American Ornithologists’ Union, die ihm 1941 postum zusammen mit Van Rossem die William-Brewster-Medaille für ihr Werk The birds of El Salvador verlieh.
Zudem gehörte er anderen Organisationen wie dem Cosmos Club in Washington D.C. und dem The Yale Club of New York City an. Seit 1926 war er Forschungsassistent für Wirbeltiere am California Institute of Technology. Von 1920 bis 1928 fungierte er als Kurator am Southwest Museum von Los Angeles. Zusätzlich war er von 1924 bis 1925 Präsident des Gremiums der Pasadena Hospital Association (heute Huntington Hospital).
Sein besonderes Interesse galt der Cooper Ornithological Society, bei der er seit 1926 bis zu seinem Tode als Gönner auftrat. Hier engagierte er sich für den Erfolg der Vereinszeitschrift The Condor.

## Dedikationsnamen
Robert Thomas Moore (1882–1958) widmete Dickey 1935 den Schopfblauraben (Cyanocorax dickeyi). Moore schrieb:

„Bei der Namensgebung dieses Rabenvogels ist es mir eine besondere Ehre, ihn im Andenken an Donald R. Dickey zu benennen, der vor seinem Tod als Assistent der "Vertebrate Zoology" des "California Institute of Technology" arbeitete. Sein unermüdliches Interesse für Vögel und Säugetiere des Nordwestens Mexikos und seine großzügige finanzielle Unterstützung für das "California Institute" auf diesem Gebiet, rechtfertigen diese Ehrerbietung insbesondere. Der Autor hat einige Zeit auf eine Gelegenheit einer Neuentdeckung gewartet, die dem Andenken des Verstorbenen gerecht wird und nimmt nun diese Möglichkeit gerne wahr, einem großartigen Intellekt, einem lebhaften Begleiter und einem geschätzten Freund gebührend Tribut zu zollen.“

1932 beschrieb Henry Boardman Conover (1892–1950) eine Unterart der Haubenwachtel namens Colinus leucopogon dickeyi, die im Englischen auch unter dem Trivialnamen Dickey’s Quail bekannt wurde. In seiner Widmung schrieb er:

„Ich habe die Art nach dem verstorbenen Donald R. Dickey benannt, dessen Interesse für Mittelamerika weithin bekannt ist.“

Sein Assistent Van Rossem ehrte seinen Mentor mit drei Unterarten. So nannte er 1926 eine Unterart des Rötelreihers (Egretta rufescens dickeyi in der Erstbeschreibung Dichromanassa rufescens dickeyi), 1934 eine Unterart des Vielfarbenfinks (Passerina versicolor dickeyae) und 1938 eine Unterart des Schwarzkopftrupial (Icterus graduacauda dickeyae). So fanden auch die englischen Trivialnamen Dickey's Egret und Dickey's Oriole Eingang in die Literatur. Auch der Biologe Joseph Grinnell (1877–1939) machte Dickey gleich mit zwei Dedikationsnamen seine Aufwartung. 1928 beschrieb er eine Unterart der Winternachtschwalbe (Phalaenoptilus nuttallii dickeyi) und 1930 zusammen mit Jean Myron Linsdale (1902–1969) eine Unterart des Insel-Graufuchses (Urocyon littoralis dickeyi). Bei der von Ludlow Griscom (1890–1959) beschriebenen Unterart des Türkisbrauenmotmot (Eumomota superciliosa dickeyi) handelt es sich um ein Synonym der Unterart Eumomota superciliosa apiaster. Loye Holmes Miller (1874–1970) beschrieb 1924 ein Meergänse-Fossil unter dem Namen Branta dickeyi. Mit der Kojoten-Unterart Canis latrans dickeyi machte Edward William Nelson Dickey seine Aufwartung. Außerdem beschrieb er 1931 zusammen mit Edward Alphonso Goldman (1873–1946) die Waschbären-Unterart Procyon lotor dickeyi. Die Unterart Microdipodops megacephalus dickeyi (Goldman, 1927) ist ein Synonym für die Blasse Kängurumaus (Microdipodops pallidus). Im Jahre 1932 beschrieb schließlich William Henry Burt (1903–1987) die Dickey-Hirschmaus (Peromyscus dickeyi). Ihr englischer Trivialname lautet Dickey’s deer mouse.

## Von Dickey beschriebene Taxa

### Arten
- Stirton-Hirschmaus (Peromyscus stirtoni) Dickey, 1928
- Thomas Wassermaus (Rheomys thomasi) Dickey, 1928

### Unterarten
- Rostscheitelammer (Aimophila ruficeps obscura) Dickey & Van Rossem, 1923
- Felsengebirgshuhn (Dendragapus obscurus howardi) Dickey & van Rossem, 1923
- Klapperralle (Rallus longirostris yumanensis) Dickey, 1923
- Rotschulterstärling (Agelaius phoeniceus nyaritensis) Dickey & Van Rossem, 1925
- Ockerbauch-Pipratyrann (Mionectes oleagineus obscurus) (Dickey & Van Rossem, 1925)
- Braunrückenklarino (Myadestes occidentalis oberholseri) Dickey & van Rossem, 1925
- Fächer-Waldsänger (Euthlypis lachrymosa schistacea) Dickey & Van Rossem, 1926
- Blauringtaube (Leptotila verreauxi bangsi) Dickey & Van Rossem, 1926
- Bandtaube (Patagioenas fasciata letonai) (Dickey & Van Rossem, 1926)
- Rostscheitelammer (Aimophila rufescens pectoralis) Dickey & Van Rossem, 1927
- Eichelspecht (Melanerpes formicivorus lineatus) (Dickey & Van Rossem, 1927)
- Schwimmbeutler (Chironectes minimus argyrodytes) Dickey, 1928
- Winternachtschwalbe (Phalaenoptilus nuttallii hueyi) Dickey, 1928
- Weißbrustsegler (Aeronautes saxatalis nigrior) Dickey & Van Rossem, 1928
- Schwarzkehl-Nachtschwalbe (Caprimulgus vociferus vermiculatus) (Dickey & Van Rossem, 1928)
- Singwachtel (Dactylortyx thoracicus salvadoranus) Dickey & van Rossem, 1928
- Larvenwaldsänger (Myioborus miniatus connectens) Dickey & Van Rossem, 1928
- Cayenneralle (Aramides cajanea vanrossemi) Dickey, 1929
- Westliche Fleckenskunk (Spilogale gracilis amphialus) Dickey, 1929
- Gelbbürzel-Attilatyrann (Attila spadiceus salvadorensis) Dickey & Van Rossem, 1929
- Grünkehlnymphe (Lampornis viridipallens nubivagus) Dickey & Van Rossem, 1929
- Laucharassari (Aulacorhynchus prasinus volcanius) Dickey & Van Rossem, 1930
- Haubenwachtel (Colinus cristatus panamensis) Dickey & van Rossem, 1930

## Publikationen (Auswahl)
- The Nesting of the Spotted Owl, The Condor, Vol 16, No 5, 1914, S. 193–202.
- After Moose with Rifle and Camera, Outing, Vol 65, 1914, S. 148–155.
- The Cannibal Gulls of Los Coronadoe, Country Life in America, Vol 27, 1915, S. 35–39.
- The Hummers of a Foothill Valley, Country Life in America, Vol 28, 1915, S. 35–39.
- The Shadow Boxing of Pipilo, Condor, Vol 18, No. 3, 1916, S. 93–99.
- The Caribou of the Nipisiguit Barrens, Recreation, Vol 55, 1916, S. 204–296
- The Caribou of the Nipisiguit Barrens. Part II, Recreation, Vol 55, 1916, S. 251–253.
- zusammen mit Adriaan Joseph Van Rossem: A Winter Record of the Kern Red-wing, Condor, Vol 24, No 1, 1922, S. 26.
- zusammen mit Adriaan Joseph Van Rossem: An Inland Occurrence of the Common Tern, Condor, Vol 24, No 1, 1922, S. 29.
- zusammen mit Adriaan Joseph Van Rossem: Early Nesting of the Tri-colored Blackbird and Mallard, Condor, Vol 24, No 1, 1922, S. 31.
- zusammen mit Adriaan Joseph Van Rossem: The Validity of the Catalina Island Quail, Condor, Vol 24, No 1, 1922, S. 34.
- zusammen mit Adriaan Joseph Van Rossem: Slight Extension of the Breeding Range of the Western Lark Sparrow, Condor, Vol 24, No 2, 1922, S. 62.
- zusammen mit Adriaan Joseph Van Rossem: Breeding of the San Diego Titmouse on the Mohave Desert, Condor, Vol 24, No 2, 1922, S. 63
- zusammen mit Adriaan Joseph Van Rossem: Second Occurrence of the Yakutat Song Sparrow in California, Condor, Vol 24, No 2, 1922, S. 65.
- zusammen mit Adriaan Joseph Van Rossem: Wintering of the Nuttall Sparrow in Los Angeles County, Condor, Vol 24, No 2, 1922, S. 65–66.
- zusammen mit Adriaan Joseph Van Rossem: Kern County Notes, Condor, Vol 24, No 2, 1922, S. 67–68.
- A Bat New for California, Journal of Mammalogy, Vol 3, May, 1922, S. 116.
- zusammen mit Adriaan Joseph Van Rossem: The Occurrence of the Desert Horned Larkin-Southern California. Condor, Vol 24, No 3, 1922, S. 94.
- zusammen mit Adriaan Joseph Van Rossem: The Iceland Gull (Larus leucopterus) in California, The Auk, Vol. 39, No. 3, 1922, S. 411
- A Second Capture of the Broad-tailed Hummingbird in California, Condor, Vol 24, No 4, 1922, S. 135–136.
- The Arizona Crested Flycatcher as a Bird of California, Condor, Vol 24, No 4, 1922, p. 134.
- zusammen mit Adriaan Joseph Van Rossem: The Gray Flycatcher in the White Mountains of California, Condor, Vol 24, No 4, 1922, S. 137–138.
- Swamp Sparrow Recorded from California, Condor, Vol 24, No 4, 1922, S. 136.
- A Third Record of the Gray-headed Junco in California. Condor, Vol 24, No 4, 1922, S. 138.
- The Mimetic Aspect of the Mocker’s Song, Condor, Vol 24, No 5, 1922, S. 153–157.
- zusammen mit Adriaan Joseph Van Rossem: Distribution of Moluthrus ater in California with Description of a New Race, Condor, Vol 24, No 6, 1922, S. 206–210.
- Description of a New Clapper Rail from the Colorado River Valley, The Auk, Vol 40, No 1, 1923, S. 90–94.
- An Extension of the Range of the Muskrat in California, Journal of Mammalogy, Vol 4, 1923, S. 55–56.
- zusammen mit Adriaan Joseph Van Rossem: The Fulvous Tree-Ducks of Buena Vista Lake, Condor, Vol 25, No 2, 1923, S. 37–50.
- Evidence of Interrelation between Fox and Caribou, Journal of Mammalogy, Vol 4, 1923, S. 121–122.
- zusammen mit Adriaan Joseph Van Rossem: Additional Notes from the Coastal Islands of Southern California, Condor, Vol 25, No 4, 1923, S. 126–129.
- zusammen mit Adriaan Joseph Van Rossem: Description of a new Grouse from Southern California, Condor, Vol 25, No 5,1923, S. 168–169.
- zusammen mit Adriaan Joseph Van Rossem: A New Race of the Least Bittern from the Pacific Coast, Bulletin, Southern California Academy of Sciences, Vol 22, 1924, S. 11–12.
- zusammen mit Adriaan Joseph Van Rossem: A Correction, Condor, Vol 25, No 1, 1924, S. 36.
- zusammen mit Adriaan Joseph Van Rossem: The Status of the Florida Gallinule of Western North America Condor, Vol 25, No 3, 1924, S. 93
- zusammen mit Adriaan Joseph Van Rossem: Notes on Certain Horned Larks in California, Condor, Vol 26, No 3, 1924, S. 110
- zusammen mit Adriaan Joseph Van Rossem: A Revisionary Study of the Western Gull, Condor, Vol 27, No 4, 1925, S. 162–164
- Bird Life among Lava Rock and Coral Sand. Photographs Taken on a Scientific Expedition to Little-known Islands of Hawaii, National Geographic Magazine, Vol 48, 1925, S. 87–102
- zusammen mit Adriaan Joseph Van Rossem: The A New Red-winged Blackbird from Western Mexico, Proceedings of the Biological Society of Washington, Vol 38, 1926, S. 131–132
- zusammen mit Adriaan Joseph Van Rossem: Four New Birds from Salvador, Proceedings of the Biological Society of Washington, Vol 38, 1925, S. 133–135
- zusammen mit Adriaan Joseph Van Rossem: Two New Pigeons from Salvador, Proceedings of the Biological Society of Washington, Vol 39, 1926, S. 109–110
- zusammen mit Adriaan Joseph Van Rossem: A Southern Race of the Fan-tailed Warbler, Condor, Vol 28, No. 6, 1926, S. 270–271
- Wild Life of America: Photographs by Donald R. Dickey, The World’s Work, Vol. 52, 1926, S. 558–566
- zusammen mit Adriaan Joseph Van Rossem: Seven New Birds from Salvador, Proceedings of the Biological Society of Washington, Vol 40, 1927, S. 1–7
- zusammen mit Adriaan Joseph Van Rossem: The Spotted Rock Wrens of Central America, Proceedings of the Biological Society of Washington, Vol 40, 1927, S. 25–27
- Five New Mammals of the Genus Peromyscus from El Salvador, Proceedings of the Biological Society of Washington, Vol 41, 1928, S. 1–6
- Five New Mammals of the Rodent Genera Sciurus, Orthogeomys, Heteromys, and Rheomys, from El Salvador, Proceedings of the Biological Society of Washington, Vol 41, 1928, S. 7–14.
- A New Marsupial from El Salvador, Proceedings of the Biological Society of Washington, Vol. 41, 1928, S. 15–16.
- A New Poor-will from the Colorado River Valley, Condor, Vol 30, No. 2, 1928, S. 152–153.
- A Third California Record of the Rusty Blackbird, Condor, Vol 30, No. 2, 1928, S. 162
- zusammen mit Adriaan Joseph Van Rossem: A New Race of the White-throated Swift from Central America, Condor, Vol 30, No. 3, 1928, S. 193.
- zusammen mit Adriaan Joseph Van Rossem: Further Descriptions of New Birds from El Salvador, Proceedings of the Biological Society of Washington, Vol 41, 1928, S. 129–132.
- zusammen mit Adriaan Joseph Van Rossem: A New Central American Flycatcher, The Auk, Vol 45, No. 3, 1928, S. 359–360. [Wird nur in Neuauflage als Autor erwähnt]
- zusammen mit Adriaan Joseph Van Rossem: Three New Jays from El Salvador, The Auk, Vol 45, No. 3, 1928, S. 361–363. [Wird nur in Neuauflage als Autor erwähnt]
- A Race of Virginia Rail from the Pacific Coast Condor, Vol. 30, No. 5, 1928, S. 322
- zusammen mit Adriaan Joseph Van Rossem: A New Subspecies of Myioborus and a New Species of Chlorospingus from El Salvador, Proceedings of the Biological Society of Washington, Vol 41, 1928, S. 189–190.
- zusammen mit Adriaan Joseph Van Rossem: A New Chipping Sparrow from Central America, Condor, Vol 30, No. 6, 1928, S. 359
- A New Wood Rail from El Salvador, Condor, Vol 31, No. 1, 1929, S. 33–34, (mit Bild von Allan Cyril Brooks)
- The Spotted Skunk of the Channel Islands of Southern California, Proceedings of the Biological Society of Washington, Vol. 42, 1929, S. 157–160.
- zusammen mit Adriaan Joseph Van Rossem: A New Race of Troglodytes rufociliatus from El Salvador, Ibis, 1929, S. 264–266.
- zusammen mit Adriaan Joseph Van Rossem: The Races of Lampornis virldipallens (Bourcier and Mulsant), Proceedings of the Biological Society of Washington, Vol. 42, 1929, S. 209–212
- zusammen mit Adriaan Joseph Van Rossem: A new Atilla from El Salvador, Proceedings of the Biological Society of Washington, Vol 42, 1929, S. 217–218.
- zusammen mit Adriaan Joseph Van Rossem: A New Race of the Hairy Woodpecker from El Salvador, Proceedings of the Biological Society of Washington, Vol 42, 1929, S. 219–220.
- zusammen mit Adriaan Joseph Van Rossem: A.New Bluebird from El Salvador, Condor, Vol 32, No. 1, 1930, S. 69–70.
- zusammen mit Adriaan Joseph Van Rossem: The Identity of Ortyx leucopogon Lesson, Condor, Vol 32, No1, 1930, S. 72–73.
- zusammen mit Adriaan Joseph Van Rossem: Geographic Variation in Aulacorhynchus prasinus (Gould), Ibis, 1930, S. 48–66.
- A New Clapper Rail from Sonora, Transactions of the San Diego Society of Natural History, Vol. 6, 1930, S. 235–236.
- von Adriaan Joseph Van Rossem vollender: The birds of El Salvador, Field Museum of Natural History, Volume 23, Publication 406, 1938